# مشعل آل فرج
مشعل علي بخيت آل فرج مواليد 31 مارس 1998 في نجران ، السعودية، هو لاعب كرة قدم سعودي يلعب لنادي وج.

## مسيرة اللاعب
لعب مع نادي نجران ونادي الجبلين ونادي الشعلة ونادي وج.